# Estados Unidos nos Jogos Pan-Americanos de 2003
Os Estados Unidos nos Jogos Pan-Americanos de 2003 competiram pela 14ª nos jogos, desta vez a sede foi a cidade de Santo Domingo, capital de Dominicana.
Os atletas nacionais conquistaram 270 medalhas para o país, sendo 117 de ouro, e conquistaram pela 12º vez a liderança no quadro geral de medalhas.